# 韋陟
韋 陟（い ちょく、697年 - 761年）は、唐代の官僚・文人。字は殷卿。本貫は京兆府万年県。

## 経歴
韋安石の子として生まれた。神龍2年（706年）、温王府東閤祭酒に任じられ、朝散大夫の位を加えられた。太常寺丞に累進した。文才があり、隷書を得意とし、文人・秀才たちがかれの邸に遊びに来た。開元2年（714年）、父が死去すると、韋陟は辞職して喪に服し、礼の規定を超える8年のあいだ門を閉じて外出しなかった。洛陽県令を経て、吏部郎中に転じた。開元22年（734年）、張九齢が中書令となると、韋陟は召し出されて中書舎人となり、孫逖・梁渉とともに玄宗の発出する文章をつかさどった。のちに礼部侍郎となった。
韋陟は李林甫に憎まれて、襄陽郡太守として出され、山南東道採訪使を兼ねた。さらに陳留採訪使に転じ、銀青光禄大夫の位を加えられた。天宝年間、郇国公の封を世襲した。親族の罪に連座して鍾離郡太守に左遷され、さらに義陽郡太守に転じた。ほどなく河東郡太守に移され、河東道採訪使をつとめた。
天宝12載（753年）、韋陟は考査のため入朝し、華清宮にあった。右相の楊国忠は韋陟が宰相に昇ることを恐れて、呉象之に韋陟を告発するようそそのかした。呉象之は韋陟が御史中丞の吉温と結託して、朝廷を陥れようと図ったと誣告した。韋陟は罪に問われて桂嶺県尉に左遷され、赴任しないうちに、さらに平楽県尉に左遷された。
安禄山が反乱を起こし、洛陽が陥落すると、韋陟の弟の韋斌が反乱軍に捕らえられた。楊国忠は韋陟が反乱軍と通じている証拠をでっちあげようとし、ひそかに吏卒に命じて韋陟の居所を伺わせ、韋陟を憂死させようとした。平楽郡の豪傑が韋陟に亡命を勧めたが、韋陟は頑なに動こうとしなかった。
至徳元載（756年）、粛宗が霊武で即位すると、韋陟は呉郡太守として起用され、江南東道採訪使を兼ねた。永王李璘が江南東道で起兵すると、韋陟は命を受けて招諭にあたった。御史大夫に任じられ、江南東道節度使を兼ねた。季広琛が永王李璘に従って長江を下ったものの、罪を恐れて出奔し、行き場を見失っていた。そこで韋陟は季広琛を丹陽郡太守・兼御史中丞・縁江防禦使に任ずるよう上表し、かれを寝返らせた。韋陟は淮南節度使の高適や淮西節度使の来瑱らとともに安陸郡にいたり、盟を誓った。
永王李璘が敗れると、韋陟は鳳翔府に赴くよう勅命を受けた。韋陟は和州を訪れて季広琛に私馬数頭を与えて安堵させた。韋陟は鳳翔府を訪れて、粛宗の謁見を受け、御史大夫に任じられた。拾遺の杜甫が房琯を弁護する上表をおこなうと、粛宗は韋陟や崔光遠や顔真卿に命じて杜甫を取り調べさせた。韋陟は「杜甫が房琯を論じたことは、左遷されたといえども、諫臣の大体を失していません」と上奏した。粛宗はこのため韋陟を疎んじるようになった。韋陟は御史大夫を退任し、吏部尚書に任じられた。一族の人が墓の柏を切り、韋陟はこれを禁止できなかった罪で、絳州刺史として出された。乾元2年（759年）、入朝して太常寺卿となった。呂諲の推薦を受けて、礼部尚書・東都留守となり、判尚書省事をつとめ、東都畿観察処置等使を兼ねた。史思明の反乱軍が洛陽に迫ると、韋陟は洛陽の属官たちを率いて関中に入り、兵に命じて陝州を守らせた。乾元3年（760年）、東都留守のまま、吏部尚書に転じた。上元元年（同年）8月、虢州で死去した。享年は65。荊州大都督の位を追贈された。諡は忠孝といった。
子に韋允があり、吏部員外郎・潁州刺史となった。

## 伝記資料
- 『旧唐書』巻92 列伝第42
- 『新唐書』巻122 列伝第47